# Pinya de rosa
|  | No s'ha de confondre amb Pinya de rosa (llibre). |

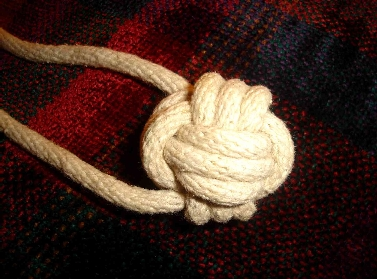
Nus puny de mico.

La pinya de rosa o puny del mico és un tipus de nus, anomenat d'aquesta manera atès que s'assembla a una rosa tancada o a puny petit. També sembla una pilota de voleibol o futbol d'estil antic.
Es lliga al final d'una corda per servir com a pes, fent-lo més fàcil de llançar, i també com un nus ornamental. Una corda que té aquest tipus de nus en un extrem pot ser utilitzada com una arma improvisada, anomenada slungshot pels mariners. També va ser utilitzada en el passat com una àncora en escalades de roca. El puny de mico és més utilitzat com el pes de guia. La línia tindria el puny del mico en un extrem, en un as de guia en l'altre, amb prop de 30 peus (10 metres) entre línia. Un puny de mico pot ser utilitzat en dos extrems d'una línia de remolc d'un costat d'una xarxa de pesca que és després llançada d'un vaixell a l'altre, permetent a la xarxa enfonsar i ser colocanda entre dos vaixells així la xarxa d'arrossegament pot ser utilitzada entre els dos, en una pesca d'arrossegament
on el remolc es negocia entre ambdues parts. Les tres bobines de cordes en forma de puny de mico efectuen un conjunt de nusos borromeus en tres dimensions. Un puny de mico flotant pot ser creat lligant un material que suri, com un suro o poliestirè.